# Schweizerisches Rotes Kreuz
Das Schweizerische Rote Kreuz (SRK) ist die 1866 in Bern gegründete nationale Rotkreuz-Gesellschaft der Schweiz. Gemäss den Genfer Rotkreuzabkommen und ihrer Anerkennung durch das Internationale Komitee vom Roten Kreuz (IKRK) ist sie Mitglied in der Internationalen Föderation der Rotkreuz- und Rothalbmond-Gesellschaften und damit Teil der Internationalen Rotkreuz- und Rothalbmond-Bewegung. Das SRK ist das älteste und auch grösste Hilfswerk des Landes. Dem SRK gehören 24 Kantonalverbände, vier Rettungsorganisationen, die Blutspende SRK Schweiz, die Humanitäre Stiftung SRK sowie die Geschäftsstelle SRK an. Der Rotkreuzdienst (RKD) ist ebenfalls eine Organisation des SRK.

## Geschichte

### Gründung und erste Jahre

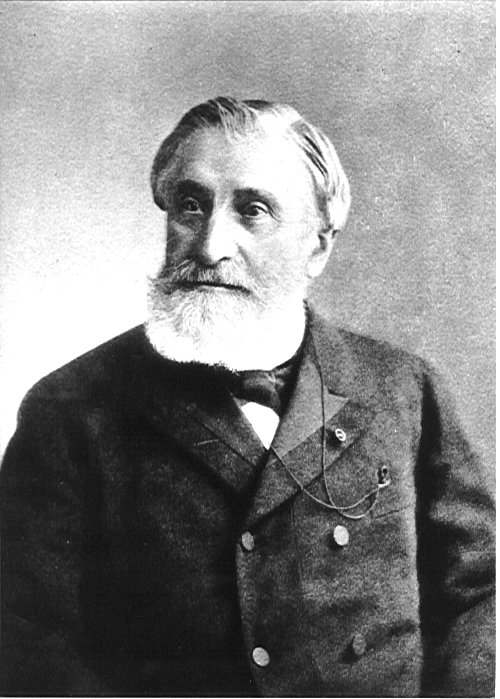
Gustave Moynier

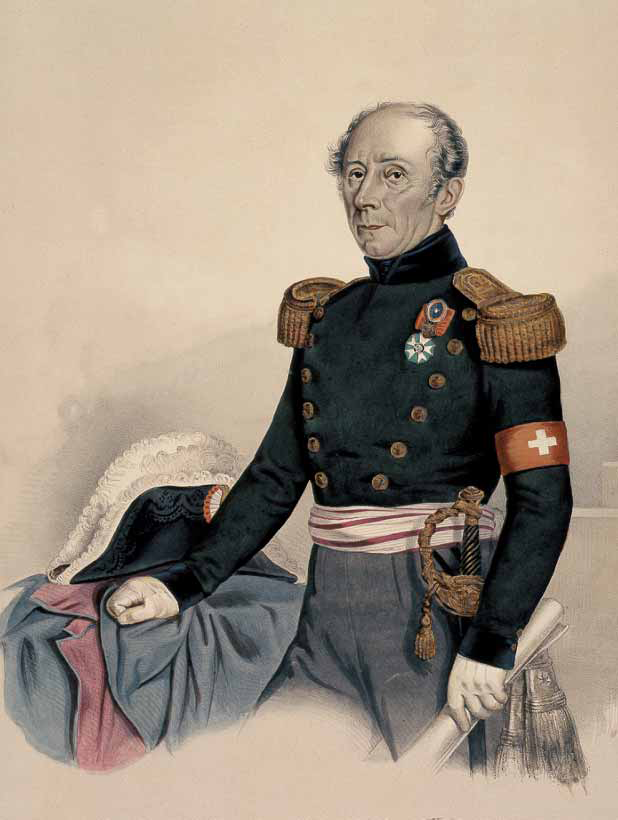
Guillaume-Henri Dufour

Das Schweizerische Rote Kreuz wurde am 17. Juli 1866 in Bern auf Anregung des Bundesrates Jakob Dubs und der beiden IKRK-Mitglieder Gustave Moynier und Guillaume-Henri Dufour gegründet. Nach der Gründung nannte sich das SRK «Hülfsverein für schweizerische Wehrmänner und deren Familien».
Der Aufbau der nationalen Organisation war voller Hindernisse. Zum einen verfügte die Schweiz zu diesem Zeitpunkt erst über geringen Zusammenhalt auf Bundesebene, zum anderen hatte sie sowohl mit politischen als auch konfessionellen Auseinandersetzungen zu kämpfen. Zusätzlich erwiesen sich die Neutralität des Landes und das gleichzeitige Bestehen des IKRK als Institution nach Schweizer Vereinsrecht als weitere Schwierigkeiten.
Der Zürcher Pfarrer Walter Kempin gründete 1882 den «Centralverein des Schweizerischen Roten Kreuzes», den er bis 1885 leitete. Es dauerte bis zum Beginn des 20. Jahrhunderts, bis sich mit der Ernennung des Arztes Walter Sahli zum ständigen Zentralsekretär im Jahre 1898 aus diesem Centralverein und dem von Dubs, Moynier und Dufour gegründeten Hülfsverein die Strukturen des SRK zu festigen begannen. In der Folge wurden kantonale und lokale Sektionen gegründet, Rotkreuzschwestern-Bereitschaften gebildet und Transportkolonnen aufgestellt. 1903 wurde die offizielle Rolle des SRK mit einem Bundesbeschluss als Förderer der Krankenpflege und im Dienste der Armee (Rotkreuzdienst) geregelt.
Mit dem Einmarsch der Bourbaki-Armee hatte das SRK im März 1871 seinen ersten Hilfseinsatz. Es galt, 85'000 für sechs Wochen in der Schweiz internierte Angehörige der französischen Armee medizinisch zu versorgen.

### Erster Weltkrieg
Im Ersten Weltkrieg war das SRK für die Aufrechterhaltung der sozialen und materiellen Unterstützung für die mobilisierten Soldaten zuständig. Des Weiteren sorgte es aus humanitären Gründen mit Hilfe speziell ausgerüsteter Sanitätszüge für die Repatriierung von rund 80'000 verwundeten Soldaten aus deutschen und französischen Kriegsgefangenenlagern in ihre Heimatstaaten. Ausserdem organisierte es für tausende verwundete ausländische Soldaten Erholungsaufenthalte. Lungengeschädigte deutsche Soldaten wurden über Konstanz in den Schweizer Höhenluftkurorten interniert. Die Schweizer französischsprachige Schriftstellerin Noëlle Roger beschrieb diese humanitären Aktionen detailliert. Ein weiterer Schwerpunkt der Tätigkeit des SRK war der Kampf gegen die Spanische Grippe, die auch in der Schweiz tausende Menschenleben kostete.
In der Zwischenkriegszeit lieferte das SRK unter anderem Lebensmittelhilfe in andere Länder, so beispielsweise 1919 nach Wien und 1922 nach Russland.

### Zweiter Weltkrieg
Während des Zweiten Weltkrieges sorgte das SRK für die Unterstützung der Zivilbevölkerung und der Armee mit Material und Hilfspersonal und organisierte einen Blutspendedienst. Zudem förderte es die Krankenpflegeausbildung. Es sorgte für die Aufnahme von 180'000 Kindern im Rahmen der 1942 gegründeten Kinderhilfe des Schweizerischen Roten Kreuzes (SRK, Kh), die von der Schweizer Spende finanziell unterstützt wurde, und kümmerte sich um in der Schweiz internierte Zivil- und Militärpersonen. In fast allen Ländern Europas hatte es eigene Hilfsprogramme oder beteiligte sich an solchen.

### Nachkriegszeit
Das SRK wurde durch die beiden Weltkriege in seiner nationalen und internationalen Bedeutung gestärkt, beispielsweise in Zusammenhang mit der Schweizer Spende. Daraus resultierten eine Erweiterung der Aufgabenpalette und eine verstärkte Wertschätzung sowohl im In- als auch im Ausland. Die Anerkennung als nationale Rotkreuz-Gesellschaft der Schweiz wurde 1951 durch den Bundesbeschluss betreffend das Schweizerische Rote Kreuz erneuert.
In den folgenden Jahren verlagerte sich der Tätigkeitsschwerpunkt von der militärischen zur zivilen Hilfe. Das SRK leistete im Inland beim Aufbau des schweizerischen Gesundheitswesens einen grossen Beitrag. So sorgte es für die Einrichtung und den Betrieb eines Blutspendedienstes und setzte sich für die Förderung der spitalexternen Pflege sowie der Ergotherapie ein. Mit einem Fahrdienst, Hausbesuchen und der Ausbildung von Pflegehelfern engagierte sich das SRK vermehrt auch im sozialmedizinischen Bereich. Auch für die zunehmende Professionalisierung der Gesundheits- und Krankenpflege und des Rettungswesens zeichnete das Schweizerische Rote Kreuz wesentlich mitverantwortlich.
Zusätzlich ist das SRK im Flüchtlingswesen tätig, unterstützt Asylsuchende sowie Migranten und leistet Not- und Wiederaufbauhilfe. In der Entwicklungszusammenarbeit ist es Partner der Direktion für Entwicklung und Zusammenarbeit und der Internationalen Föderation der Rotkreuz- und Rothalbmond-Gesellschaften. Es zählt innerhalb der Internationalen Rotkreuz- und Rothalbmond-Bewegung zu den aktivsten nationalen Gesellschaften auf internationaler Ebene.

## Organisation

Organigramm SRK

Gemäss dem Vorbild Schweiz ist das Schweizerische Rote Kreuz ein föderalistisch strukturierter Verein mit Sitz in Bern. Es besteht aus 24 Kantonalverbänden, vier Rettungsorganisationen, der Blutspende SRK Schweiz, der Humanitären Stiftung SRK sowie der Geschäftsstelle SRK. Der Rotkreuzdienst (RKD) ist ebenfalls eine Organisation des SRK. 2023 zählte das SRK 5'700 Mitarbeitende. Dazu kommen noch einmal rund 50'000 Freiwillige, die ungefähr 2,6 Millionen Stunden ehrenamtlich arbeiten.
Das oberste Organ ist die Rotkreuzversammlung, bestehend aus 64 Delegierten der Rotkreuz-Kantonalverbände (RK-KV) und 33 Delegierten der Rotkreuz-Rettungsorganisationen (RK-RO). Strategische Führungsentscheidungen trifft der Rotkreuzrat. Er setzt sich aus 9–12 Mitgliedern zusammen. Unterstützt wird der Rotkreuzrat durch die Geschäftsstelle des SRK. Im Rahmen der Gesamterneuerungswahl wählten die Delegierten an der ordentlichen Rotkreuzversammlung vom 23./24. Juni 2023 Thomas Zeltner als neuen Präsidenten des SRK. Seit 1. Mai 2024 ist Nora Kronig Romero neue Direktorin des SRK.

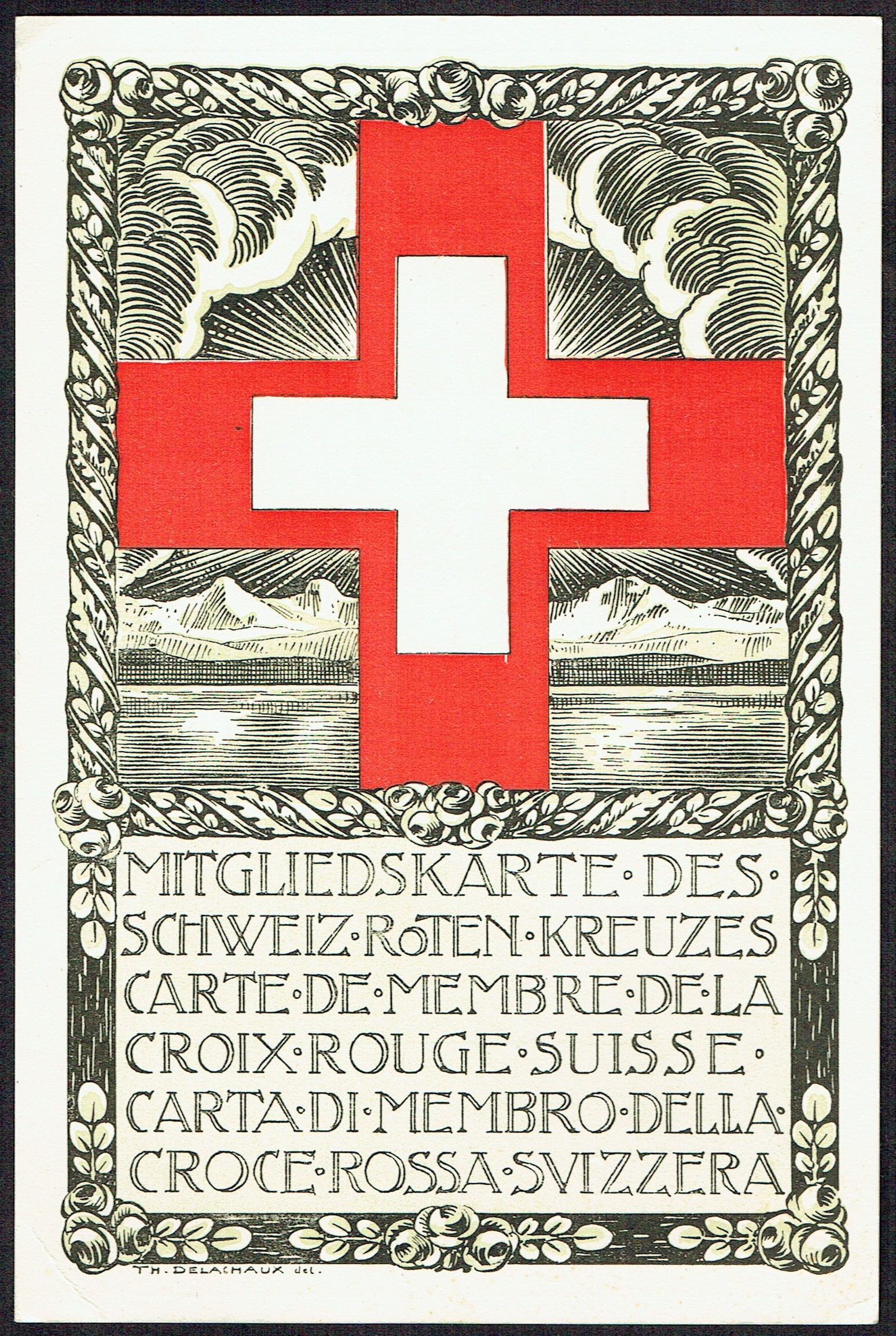
Vorderseite einer Mitgliedskarte von 1921 des Schweizerischen Roten Kreuzes

Finanziert wird das SRK zu etwa 49 Prozent aus Lieferungen und Leistungen, etwa 28 Prozent sind Leistungen aus der öffentlichen Hand, etwa 17 Prozent kommen aus Spenden und Gönner-/Mitgliederbeiträgen, und die restlichen 6 Prozent stammen von Beiträgen von Hilfswerken und Nonprofit-Organisationen. Im Jahr 2021 betrug der Betriebsertrag 565 Millionen Schweizer Franken bei einer Bilanzsumme von 1,54 Milliarden Schweizer Franken.

### Medizinalberuferegister
Das SRK führt für die nichtuniversitären Gesundheitsberufe ein aktives, personenbasiertes, nationales Register (NAREG) analog dem Medizinalberuferegister (MedReg). Es löste das im Auftrag der GDK vom SRK geführte passive, diplombezogene Register ab.
Das SRK betreibt die Website "Precheck" und koordiniert hierüber die Anerkennung von ausländischen Bildungsabschlüssen in Gesundheitsberufen. Neben der Anerkennung von Berufsabschlüssen bietet Precheck auch die Eintragung in die nationalen Register NAREG und MedReg an.

### Die Kantonalverbände
Dem Verein angeschlossen sind die 24 Rotkreuz-Kantonalverbände. Für die Kantone Ob- und Nidwalden sowie die beiden Appenzell existiert je ein gemeinsamer Kantonalverband. Die Verbände sind selbstständige Vereine und werden von ihren Mitgliedern getragen. Sie erbringen Leistungen in den Bereichen Gesundheitsförderung, Entlastung und Integration. Das Angebot wird auf die Bedürfnisse des Einzugsgebietes abgestimmt. Die Dienstleistungen richten sich an Kranke und Betagte, an zu Hause betreute Pflegebedürftige und deren Angehörige, an Familien mit Kindern sowie an Kinder und Jugendliche.
Die Kantonalverbände gehören dem SRK als Mitglieder an. Die Zusammenarbeit wird von der Nationalen Konferenz der Kantonalverbände koordiniert.

### Rotkreuz-Rettungsorganisationen
1. Samariter Schweiz: Samariter sind Spezialisten in Erster Hilfe. Im 1888 gegründeten Verband engagieren sich ca. 28'000 Samariter in über 1'000 Samaritervereinen. Mit über 100'000 Kursbesuchern (2014) zählt der Schweizerische Samariterbund zu den grössten Bildungsanbietern der Schweiz. Eine Auswahl an Weiterbildungen: Nothilfekurse, Erste Hilfe für Chauffeure (CZV-Kurse), Notfälle für Kleinkinder, Firmen- und Fachkurse.
2. Schweizerische Lebensrettungsgesellschaft (SLRG): Sie setzt sich für die Verhütung von Unfällen sowie für die Rettung von Menschenleben im Allgemeinen und im Speziellen im und am Wasser ein.
3. Schweizerischer Militär-Sanitäts-Verband (SMSV): Er ist zuständig für ausserdienstliche Fortbildung von Armeesanitätern und des Zivilschutzes.
4. REDOG, Schweizerischer Verein für Such- und Rettungshunde: Zur Rettung von Vermissten und Verschütteten werden Teams bestehend aus Mensch und Hund ausgebildet. Der Verein umfasst etwa 650 Mitglieder.

### Die Institutionen
1. Humanitäre Stiftung SRK: Sie ist eine gemeinnützige Stiftung mit Sitz in Bern. Bei humanitären Projekten im In- und Ausland unterstützt sie das SRK.
2. Blutspendedienst SRK: Er ist eine gemeinnützige Aktiengesellschaft. 60 Blutspendezentren, organisiert in 13 regionalen Blutspendediensten, versorgen die Spitäler ihrer Region. In ländlichen Gebieten kommen sogenannte Mobile Equipen zum Einsatz. Das SRK kooperiert darüber hinaus in diesen Regionen mit den örtlichen Samaritervereinen. Pro Jahr verarbeitet der Blutspendedienst des SRK rund 400'000 Blutspenden.

Das Schweizerische Rote Kreuz war bis 2011 auch zuständig für die Anerkennung und Qualitätssicherung der altrechtlichen Ausbildungen im Bereich Pflege/Gesundheit, die Anerkennung von ausländischen Ausbildungsabschlüssen, die Registrierung von Diplomen sowie das Führen einer Statistik und die Information über die Berufe im Gesundheitswesen.

### Jugendrotkreuz
Das Jugendrotkreuz ist die Jugendorganisation des Schweizerischen Roten Kreuzes. Mitglieder sind Jugendliche zwischen 16 und 30 Jahren. Die Jugendrotkreuzorganisation (JRK) ist föderalistisch aufgebaut und den kantonalen Rotkreuzorganisationen angeschlossen. Es gibt JRKs in den Kantonen Aargau, Basel, Bern (Bern-Mittelland), Biel, Freiburg, Genf, St. Gallen, Luzern und Zürich. Das Kompetenzzentrum Jugend des SRK in Bern übernimmt die Koordinations-, Vernetzungs- und Betreuungsaufgaben für alle Mitgliederorganisationen, die in der Jugendarbeit aktiv sind.

### Sonstige Einrichtungen
Das Schweizerische Rote Kreuz beider Appenzell betreibt im Kurort Heiden im Kanton Appenzell Ausserrhoden das Museum Henry Dunant Heiden, das dem Leben und Wirken Henry Dunants, des Begründers der Rotkreuz-Bewegung, gewidmet ist.

## Präsidenten
Präsidenten des SRK und seiner Vorläuferorganisationen:
| Zeitraum  | Präsident               |
| --------- | ----------------------- |
| 1866–1872 | Jakob Dubs              |
| 1873–1882 | Karl Schenk             |
| 1882–1885 | Walter Kempin           |
| 1886–1902 | Alfred Stähelin         |
| 1902–1905 | Heinrich Haggenmacher   |
| 1905–1908 | Hans Konrad Pestalozzi  |
| 1908–1909 | Edmund von Steiger      |
| 1910–1918 | Isaak Iselin-Sarasin    |
| 1918–1928 | Karl Bohny              |
| 1928–1929 | Alfred Kohler           |
| 1929–1939 | Anton von Schulthess    |
| 1939–1946 | Johannes von Muralt     |
| 1946–1954 | Gustav Adolf Bohny      |
| 1954–1968 | Ambrosius von Albertini |
| 1968–1982 | Hans Haug               |
| 1982–1988 | Kurt Bolliger           |
| 1988–1996 | Karl Kennel             |
| 1997–2001 | Franz Muheim            |
| 2001–2011 | René Rhinow             |
| 2011–2019 | Annemarie Huber-Hotz    |
| 2019–2021 | Thomas Heiniger         |
| 2022–2023 | Barbara Schmid-Federer  |
| seit 2023 | Thomas Zeltner          |